# Stormtrooper
En l'univers fictici de Star Wars, els Stormtroopers, soldats imperials o Tropes d'Assalt són les tropes d'assalt de l'Imperi Galàctic. El seu nom és usat en l'expressió "efecte stormtrooper".
L'ordre de batalla dels Stormtrooper Corps no s'especifica a l'univers de Star Wars. Acompanyant la Marina Imperial, els soldats d'assalt poden desplegar-se ràpidament i respondre a estats de disturbis civils o insurrecció, actuar com a guarnició planetària i àrees policials dins de l'Imperi Galàctic. Es mostren en grups col·lectius de diferents mides organitzatives que van des d' esquadrons fins a legions i, per a alguns, la seva armadura i entrenament es modifiquen per a operacions i entorns especials.

## Aparicions
- Star Wars: Episodi IV - Una nova esperança
- Star Wars: Episodi V - L'imperi contraataca
- Star Wars: Episode VI - Return of the Jedi
- Star Wars: Episodi VII - El despertar de la Força
- Star Wars: Episodi VIII - Els últims Jedi
- Star Wars: Episodi IX - L'ascens de Skywalker
- Phinees i Ferb: Star Wars
- Angry Birds Star Wars
- Angry Birds Star Wars 2
- Club Penguin Star Wars: "La invasió"
- Pare de família: Blue Harvest
- Pare de família: No sé què del costat fosc
- Pare de família: És un parany!

A la pel·lícula animada de 2018 Ralph Breaks the Internet, de Walt Disney Animation Studios, apareixen a la pel·lícula com un cameo.

## Descripció i ramificacions
Els stormtroopers són presentats dins de l'univers Star Wars, proveïts d'una armadura metàl·lica de color blanc que els cobreix per complet. Estan encarregats de mantenir l'orde en la galàxia.
Hi ha diverses variacions d'aquesta infanteria que depèn del lloc, clima i altres factors. Les més importants són:
- Scout troopers o Soldats exploradors: especialitzats en tots els terrenys i que el seu objectiu és la vigilància i L'exploració.

- Sandtroopers o Soldats d'arena: la seua especialitat són els terrenys àrids, normalment deserts.

- Snowtroopers o Soldats de neu: la seua especialitat són els terrenys freds, normalment nevats o congelats.

- Soldats espacials.

- Soldats foscos.

- Blackhole Stormtroopers o Soldat d'assalt ombra.

- Pilot de caça TIE: especialitzats en el pilotatge de caces tals com els caces TIE.

Les tropes imperials són el llegat més visible de l'Antiga República, que va tenir una vegada un exèrcit de soldats clons creats en el planeta Kamino. Aquests clons amb el temps es van anar barrejant amb nous soldats no clons i van acabar sent les tropes imperials.
També pertany a aquest cos militar de stormtroopers, la divisió d'elit anomenada Guàrdia Real de l'Emperador, la missió de la qual és exclusivament la protecció personal de l'Emperador Palpatine.